# Mame Madior Boye
Mame Madior Boye (Saint Louis, 1940) es una jurista y política senegalesa. Fue primera ministra (2001-2002), siendo la primera mujer en ejercer este cargo en Senegal.

## Trayectoria
Nació en Saint Louis en una familia formada principalmente por abogados. Se marchó a estudiar a la Facultad de Ciencias Jurídicas y Económicas de la Universidad de Dakar en 1963, terminando su formación en el Centro Nacional de Estudios Judiciales de París.
Regresó a Senegal y comenzó a trabajar como fiscal adjunta del gobierno. Se convirtió en jueza adjunta en un tribunal de Dakar, y más tarde llegó a ser presidenta del Tribunal de Apelación de Senegal.
En esta época consiguió la reforma del código jurídico de la familia senegalesa, para incluir más protecciones para las mujeres jóvenes y para las esposas.
En 1990 abandonó sus cargos públicos y obtuvo un puesto en la empresa Compagnie Bancaire de l'Afrique Occidentale. También fue durante muchos años presidenta de la Association des Femmes Juristes du Sénégal, una organización de mujeres abogadas.
En política, pese a no pertenecer a ningún partido, fue nombrada ministra de Justicia en 2000 con el gobierno de Abdoulaye Wade. El 3 de marzo de 2001 accedió al cargo de primera ministra.
En septiembre de 2004 fue nombrada representante especial de la comisión de la Unión Africana en Dakar, aunque desplazándose a distintas capitales africanas. Visitó la región sudanesa de Darfur, la República Democrática del Congo y otras zonas de conflicto.
Un tribunal francés la acusó de negligencia en tragedia del MV Le Joola en 2008, a instancias de veintidós familias que habían perdido a sus parientes en el hundimiento del barco. El 15 de junio de 2009, un tribunal de apelación francés en París absolvió a Boye de todos los cargos.